# Halladamanuganahalli, Heggadadevankote
Halladamanuganahalli là một làng thuộc tehsil Heggadadevankote, huyện Mysore, bang Karnataka, Ấn Độ.